# Han Yanming
Han Yanming (韩燕鸣S, Hán YànmíngP; Tientsin, 26 ottobre 1982) è un ex calciatore cinese, di ruolo centrocampista.

## Carriera

### Club
Tra il 2001 ed il 2011 ha realizzato 23 reti in 169 presenze nella prima divisione cinese con il Tianjin Teda; successivamente ha giocato per una stagione in seconda divisione.
Nel 2009 ha inoltre giocato anche 5 partite nella AFC Champions League.

### Nazionale
Il 30 dicembre 2009 ha esordito in nazionale, in una partita amichevole pareggiata per 2-2 contro la Giordania.

## Palmarès

### Club

#### Competizioni nazionali
- Coppa della Cina: 1

Tianjin Teda: 2011